# Dripper

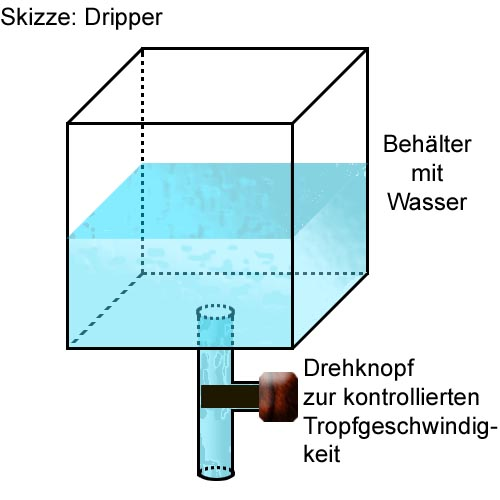
Skizze eines Drippers

Mit einem Dripper stellt man in der Terraristik Tieren, die nicht gewohnt sind, aus stehendem Wasser zu trinken, Trinkwasser zur Verfügung. Ein Dripper besteht im Wesentlichen aus einem Wasserbehälter, aus dem das Wasser durch ein Röhrchen oder einen Schlauch mit einstellbarem Tropfintervall nach unten herauströpfelt. So bilden sich auf den Pflanzen im Terrarium Wassertropfen, die die Tiere (meist Reptilien) wie Regen- oder Tautropfen zu sich nehmen können.